# Bernd Karbacher
Bernd Karbacher (ur. 3 kwietnia 1968 w Monachium) – niemiecki tenisista, reprezentant kraju w Pucharze Davisa.

## Kariera tenisowa
Zawodowym tenisistą był w latach 1989–2000.
W grze pojedynczej wygrał dwa turnieje o randze ATP World Tour i osiągnął jeden finał. W grze podwójnej zwyciężył w jednej imprezie ATP World Tour.
W sezonach 1994, 1995 reprezentował Niemcy w Pucharze Davisa podczas rywalizacji półfinałowych przeciwko Rosji, uczestnicząc w meczach singlowych. Poniósł dwie porażki z Jewgienijem Kafielnikowem i pokonał Aleksandra Wołkowa.
Karbacher jest również zdobywcą Drużynowego Pucharu Świata oraz finalistą Pucharu Hopmana z sezonu 1994.
W rankingu gry pojedynczej najwyżej był na 22. miejscu (17 kwietnia 1995), a w klasyfikacji gry podwójnej na 163. pozycji (6 czerwca 1994).

### Finały w turniejach ATP World Tour
| Legenda                                      |
| -------------------------------------------- |
| Wielki Szlem                                 |
| Igrzyska olimpijskie                         |
| Tennis Masters Cup / ATP Finals              |
| ATP Masters Series / ATP Tour Masters 1000   |
| ATP International Series Gold / ATP Tour 500 |
| ATP International Series / ATP Tour 250      |

#### Gra pojedyncza (2–1)
| Końcowy wynik | Nr | Data             | Turniej      | Nawierzchnia | Przeciwnik      | Wynik finału |
| ------------- | -- | ---------------- | ------------ | ------------ | --------------- | ------------ |
| Zwycięzca     | 1. | 20 września 1992 | Kolonia      | Ceglana      | Marcos Ondruska | 7:6(4), 6:4  |
| Zwycięzca     | 2. | 10 lipca 1994    | Båstad       | Ceglana      | Horst Skoff     | 6:4, 6:3     |
| Finalista     | 1. | 20 sierpnia 1995 | Indianapolis | Twarda       | Thomas Enqvist  | 4:6, 3:6     |

#### Gra podwójna (1–0)
| Końcowy wynik | Nr | Data             | Turniej     | Nawierzchnia | Partner           | Przeciwnicy              | Wynik finału  |
| ------------- | -- | ---------------- | ----------- | ------------ | ----------------- | ------------------------ | ------------- |
| Zwycięzca     | 3. | 29 sierpnia 1993 | Schenectady | Twarda       | Andriej Olchowski | Byron Black Brett Steven | 2:6, 7:6, 6:1 |